# Hydropsyche angustipennis
Hydropsyche angustipennis – gatunek owada z rzędu chruścików i rodziny wodosówkowatych (Hydropsychidae). Larwy budują sieci łowne, są wszystkożernymi filtratorami, żyją w średniej wielkości rzekach potamal nizinnych i pojeziernych, zasiedlają głównie odcinki poniżej przepływowych jezior, poniżej dopływu niewielkich ilości ścieków organicznych. Gatunek pospolity i liczny. Może być uważany za gatunek synantropijny.
Gatunek do tej pory nie miał ustalonej polskiej nazwy. Tworząc nazwę od rodziny i rodzaju oraz łacińskiej nazwy gatunkowej byłaby to wodosówka wąskoskrzydła. Spotykana bywa także nazwa wodosówka potokowa, jednak Hydropsyche angustipennis zasiedla głównie niewielkie rzeki nizinne i pojezierne a nie górskie potoki. Licznie występuje na odcinkach poniżej wypływu z jezior lub nieznacznie zanieczyszczonych materią organiczną odcinkach rzek.